# Jean d’Amboise
Jean d’Amboise (* 1514 in Douai; † 13. Dezember 1584) war ein französischer Chirurg.
Jean d'Amboise war er der Chirurg des Connétable von Frankreich Anne de Montmorency. Später war er der Chirurg von fünf Königen: Franz I., Heinrich II., Karl IX., Franz II. und Heinrich III. Er ist kein Mitglied des Hauses von Amboise.
Seine drei Söhne studierten am Collège de Navarre; der älteste wurde Jurist, der zweite Theologe, der dritte Mediziner:
- François d’Amboise wurde Anwalt im Parlement und Maître des requêtes des Königs Heinrich IV.
- Adrien d’Amboise wurde Großmeister des Collège de Navarre, dann Kaplan Heinrichs IV. und Bischof von Tréguier.
- Jacques d’Amboise wurde Arzt der Könige Heinrich III. und Heinrich IV. und später Rektor der Sorbonne.

Jean d’Amboise wurde in der Kapelle Saint-Pierre der Kirche von Pré Saint-Gervais in Paris bestattet.